# Ten of the Best
Ten of the Best ist ein Trompeterensemble, gegründet 1991 von Otto Sauter. Zehn Trompeter spielen zusammen, beispielsweise der erste Trompeter der Wiener Staatsoper, des Radiosinfonieorchesters in Prag, der Königlichen Oper in Stockholm, der Göteborger Symphoniker sowie internationale Trompetensolisten aus Klassik und Jazz aus Europa und den USA.
Die Originalbesetzung des Ensembles waren 10 Trompeten plus Klavier, Bass und Schlagzeug. Später spielte das Ensemble zusätzlich mit Vocals, Gitarre, Percussion, Keyboard und Streichern als „Ten of the Best & Friends“, unter anderem mit Sting-Gitarrist Dominic Miller, Marius Müller-Westernhagen Gitarrist Markus Wienstroer, James Last Percussionist Pablo Escayola, Level 42 Keyboarder Mike Lindup.
Arrangiert werden die Titel des Ensembles unter anderem von Grammy-Awards-Trägern, die in Hollywood mit Größen wie Barbra Streisand, Frank Sinatra, Neil Diamond, The Commodores und Prince zusammenarbeiten, oder in Deutschland mit Größen wie Peter Herbolzheimer oder Udo Jürgens und seiner Pepe Lienhard Band.
Im August 2001 spielte das Ensemble zur Eröffnung der Veltins-Arena in Gelsenkirchen (Übertragung durch SAT.1 und DSF).
2006 spielte es zur „Playtime Live City Concert Tour“, dem deutschlandweiten Musikfestival im Rahmen der FIFA-Fußball-Weltmeisterschaft 2006, unterstützt durch das Organisationskomitee FIFA WM 2006 unter der Schirmherrschaft
von Dr. Theo Zwanziger.
Seit der Gründung des Ensembles wirkten unter anderem Alfred Gaal, Franz Wagnermeyer, Frank David Greene, Bryan Davis, Marek Zvolanek, Bengt Danielsson, Aneel Soomary, Armando Cedillo, Joakim Wangendahl, Erik Veldkamp, Allen Vizzutti, Thierry Caens, Bob Lanese, Gábor Boldoczki, Claude Rippas, John Wallace, Gabriele Cassone, Timofei Dokshitser, Pierre Thibaud, Larry Elam, Bo Nilsson, Clas Strömblad und Christa Nilsson mit.

## Diskografie
- 1999: Brass Dreams (Ewoton)
- 2000: Ten of the Best Play Christmas Melodies (EMI Classics)